# Ranulphe de Bayeux
 (septembre 2022).
Ranulphe de Bayeux (ou Renouf), né au XIe siècle et mort le 19 décembre 1085 est un bénédictin normand, neuvième abbé du Mont Saint-Michel de 1063 à 1085.

## Biographie

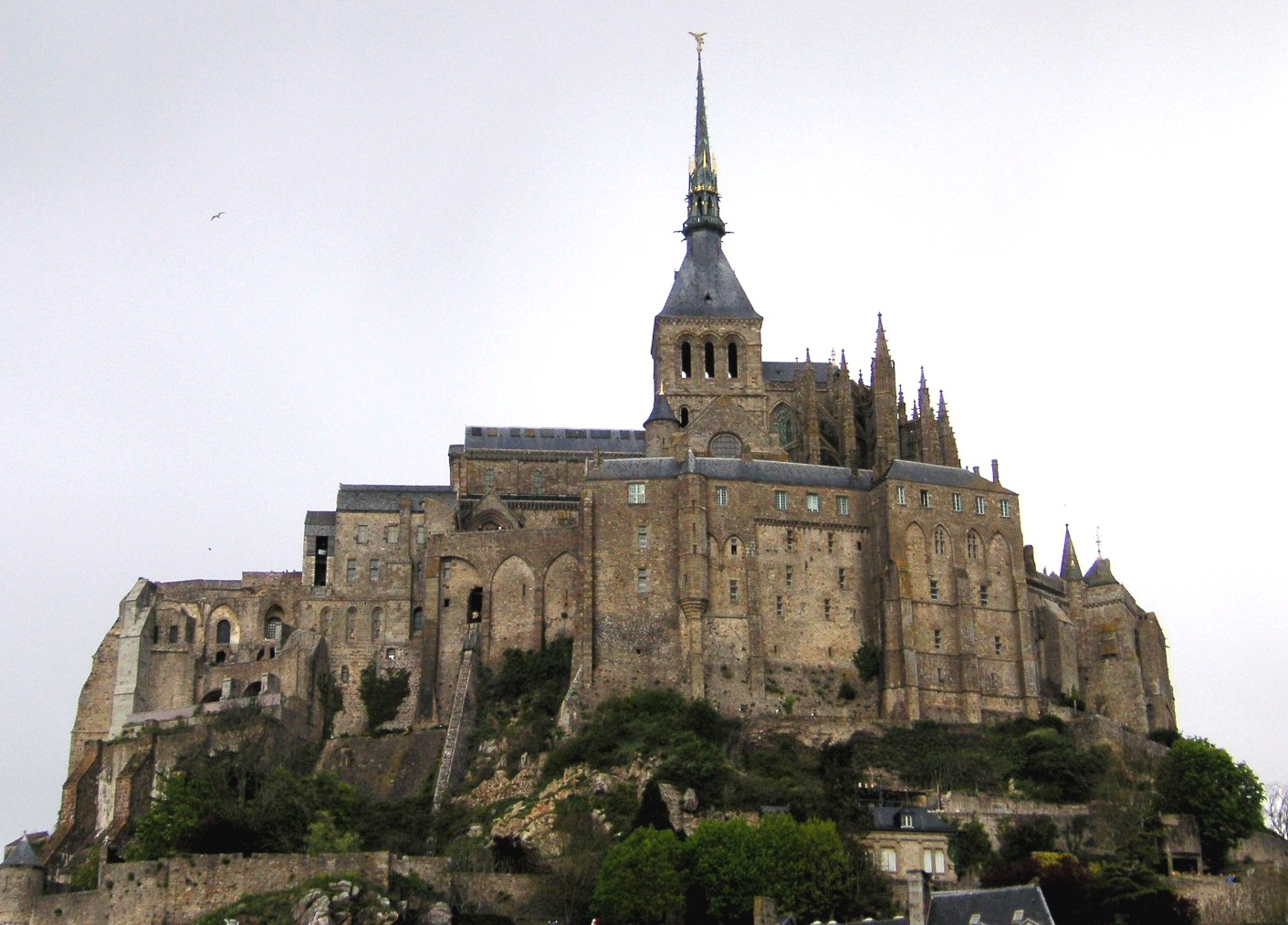
Le mont Saint-Michel.

Ce ne fut que deux ans après la vacance de la chaire abbatiale conséquente à la mort du précédent abbé, Raoul de Beaumont, que le suffrage de ses frères y éleva Ranulphe, religieux profès de la maison.
Originaire de Bayeux, ce prélat, sut donner aux vertus monastiques tout l’éclat des talents et des lumières. Son couvent, guidé par ses exemples dans les voies de l’observance la plus régulière, vit sous son administration généreuse, l’église s’enrichir d’ornements de prix, et les bâtiments monastiques se développer d’édifices nouveaux.
La nef, élevée par le quatrième abbé Hildebert II, avec les libéralités ducales, fut achevée sous ses auspices. La crypte pratiquée sous l’église même, pour recevoir la dépouille mortelle des moines ; les beaux édifices qui formaient le côté septentrional du monastère, avant que l’érection de « la Merveille » n’eût ouvert à la vie monastique et féodale ses nobles et splendides bâtiments, sont encore des constructions qui attestent à la fois la sagesse de son administration et la hardiesse de son génie.
Quelles que soient la magnificence et la grandeur du monument élevé par Roger II, il ne peut, même aujourd’hui, effacer le mérite des salles dont il assuma les usages dans ses locaux plus vastes et encore plus somptueux. Ainsi, la pièce, longue de vingt-cinq mètres sur une largeur de six et demi, dont trois colonnes monolithiques en granit, hautes d’environ trois mètres, les bases et les élégants chapiteaux compris, supportent une voûte romane d’un style parfait. Le développement en longueur du réfectoire, qui surmontait ce local, était de près de trente cinq mètres avant que deux des six arcades en eussent été retranchées.
Sa conduite conquit à l’abbé Ranulphe l’affection de ses religieux, et la respectueuse estime des séculiers. Guillaume le Conquérant lui portait une affection particulière. À la nouvelle de la victoire qui avait placé la couronne d’Angleterre sur sa tête, Ranulpbe, bien que les travaux qu’il faisait exécuter absorbassent les revenus du couvent, fit équiper, aux frais du monastère, six grands bâtiments qu’il offrit au duc-roi, pour effectuer son retour en Normandie.
Une députation de ses moines s’embarqua sur ces vaisseaux. Voulant lui en témoigner sa reconnaissance, Guillaume choisit ces bâtiments, de préférence à tous les navires, pour repasser dans son duché avec sa cour et ses trésors. II plaça dans les conseils d’Odon, auquel il confia pendant son absence la régence de son nouveau royaume, quatre des moines que Ranulphe lui avait députés pour le féliciter du succès de ses armes.
Ces religieux furent élevés aux plus hautes dignités abbatiales de l’Angleterre : Ruauld, à la chaire de Hilde, près Winchester ; Scolland, à celle de Canterbury ; Serlo, à la prélature du couvent de Saint-Pierre-de-Gloucester, dont il fut le fondateur ; et Guillaume d’Agon, au gouvernement d’un autre monastère également placé sous l’invocation du prince des apôtres, Saint-Pierre-de-Cornouailles. Tous concoururent puissamment par leurs lumières à la régénération de la discipline claustrale dans ce royaume.
Vers 1068, l’abbaye du Mont Saint-Michel reçut la charte de donation par laquelle saint Édouard lui avait concédé, durant les dernières années de son règne, le prieuré de Saint-Michel-de-Cornouailles avec l’universalité de ses dépendances ; et Robert, comte de Mortain, dans les domaines duquel se trouva cette riche possession, par suite des vastes fiefs qu’il reçut de Guillaume pour prix de ses exploits dans la conquête, confirma cette donation et y ajouta un demi-hide et trois acres de terre.
Parmi les autres bienfaits dont s’enrichit le Mont Saint Michel sous l’administration de Ranulphe, doivent être citées les propriétés situées en Angleterre, – salines, moulins, pâturages, forêts démembrées des domaines de la comtesse Ghida – qu’il reçut comme compensation de ses droits sur le bourg de Saint-James et sur les marchés de la Croix.
La terre de Poterel donna lieu alors à de sanglants débats. Guberde ou Gerber Poterel, vavassal du Mont Saint-Michel pour la moitié de la terre de Poterel, l’abandonna à ce couvent comme dotation de son fils Drogon, qui prit, dans ce monastère, l’habit religieux. Un gentilhomme nommé Roger, possesseur de l’autre moitié de ce domaine, la céda aux moines, en reçut pour prix dix livres tournois, et se retira dans un autre manoir qu’il possédait à Herengardville. Mais, mécontent de cette transaction, il l’enfreignit bientôt après. Ayant rencontré le pâtre des pourceaux du couvent veillant sur son troupeau dans la forêt de Bivie, il entraîna ce malheureux dans un fourré épais, et l’y assassina. Son crime ne resta pas enseveli dans l’ombre. Chassé de la Normandie par ordre du duc, il erra misérablement sur la terre étrangère jusqu’à ce qu’il eût renoncé, pour lui et pour les siens, aux droits qu’il affectait sur la propriété qu’il avait vendue. Le roi-duc, la relue Mathilde, Robert et Guillaume leurs fils, Raould de Saint-Jean, Haimou de Bacilly ; Hugues, prévôt de Genêts ; Léger, prévôt d’Ardevon, et Jean, évêque d’Avranches, apposèrent leurs signatures à la charte où furent consacrés les nouveaux engagements.
Le monastère reçut un remarquable témoignage de faveur de la part du prélat qui occupait à cette époque le siège épiscopal d’Avranches. Prenant en considération les inconvénients et les dangers auxquels se trouvaient exposés les moines et les séculiers, par suite de leur dépendance juridictionnelle de l’officialité d’Avranches, Jean investit l’abbé des pouvoirs de l’archidiaconat, ne se réservant des attributions épiscopales que le droit de prononcer sur la validité des mariages, et la preuve par le fer chaud. Les religieux s’obligèrent, pour prix de ces concessions, d’offrir annuellement à l’évêque un vêtement, trois livres d’encens, six tablettes de cire, trois cierges le jour de la Purification de la Vierge, et de transporter processionnellement chaque année la tête de saint Aubert dans la cathédrale d’Avranches : ils devaient alors recevoir dans cette basilique les conseils de l’évoque, et le chrême pour le baptême des enfants.
Guillaume d’Avranches, fils de Guitmond, cédant au conseil du successeur de Jean revêtu du pallium de la Normandie, fit don au couvent du Mont de ses dîmes du Luot. Asselin de Caugé, qui avait transféré à ce monastère, en s’y consacrant à la vie religieuse, la terre dont il portait le nom, ajouta à cette libéralité, à l’occasion de la prise d’habit de Roger Lahoth, son fils, du consentement de ses autres fils Garnier et Guillaume, de ses neveux Pailart et Roger de Boislon, l’église de Caugé avec ses dîmes, six acres de terre attenant à cet édifice, et une prairie sise près des marais. À ces actes de munificence furent joints le don fait, en 1031, par Raynal et ses frères Guillaume et Geoffroy, de la moitié du village de Rouberville, dont leur père Jean avait déjà attribué à ce cloître l’autre moitié, et l’offrande d’un village nommé Heiautot, avec toutes ses dépendances en terres cultes et incultes que Radulphe et son épouse Ara lui conférèrent cette même année.
Un des épisodes les plus remarquables de la prélature de Ranulphe fut la retraite au Mont de Juhel, évêque de Dol. Élevé par la simonie au siège épiscopal, ce prélat s’y était livré à fies débordements scandaleux, dont sa haute dignité ne put qu’augmenter l’éclat. Forcé par l’indignation universelle de ses diocésains, de fuir sa cathédrale, où les foudres de l’Église atteignirent ses désordres, Juhel vint, en 1075, demander refuge au Mont Saint-Michel, pour se protéger de la vengeance que lançaient, le fer et la torche à la main, les gens de sa maison sur le pays dont il se disait encore le premier pasteur. Les démarches que Guillaume fit tenter en sa faveur auprès de Clément vu, ne purent obtenir sa réinstallation dans son diocèse, ni son retour dans le sein de l’église romaine. 
À sa mort, Ranulphe fut inhumé à l’entrée de son église abbatiale. Le cœur du duc Guillaume fut vivement touché de la perte de cet abbé, dont le caractère et les talents avaient conquis son affection et son estime.